# Верх-Теш
Верх-Теш — посёлок в Кемеровской области, входит в состав Калтанского городского округа.

## История
В 2010 году в состав Калтанского городского округа Законом Кемеровской области из  Осинниковcкого городского округа  переданы посёлки Верх-Теш, Малиновка, Новый Пункт и село Сарбала 
Ранее Верх-Теш входил в состав Кузедеевского сельсовета Новокузнецкого района.

## География
Находится в лесной части Калтанского городского округа. Расположен в верхнем течении р. Теш, откуда и название посёлка.
Географическое положение
Расстояние до
районного центра Новокузнецк: 45 км.
областного центра Кемерово: 225 км.
Ближайшие населённые пункты
Кирпичный 1 км, Малиновка 5 км, Новый Пункт 6 км, Подстрелка 6 км, Карчагол 7 км, Подкорчияк 7 км, Сарбала 9 км, Колбинушка 11 км, Зелёный Луг 11 км, Тайлеп 12 км, Кузедеево 13 км, Подкатунь 13 км, Верхний Калтан 13 км, Юрково 14 км, Балластный Карьер 15 км, Усть-Тала 15 км, Курья 15 км, Осман 15 км, Гавриловка 15 км, Чёрный Калтан 16 км, Тельбес 16 км

## Население
| 2010 |
| ---- |
| 7    |

## Инфраструктура
Лесная промышленность

## Транспорт
Лесные дороги.